# Deșertul tătarilor (film)

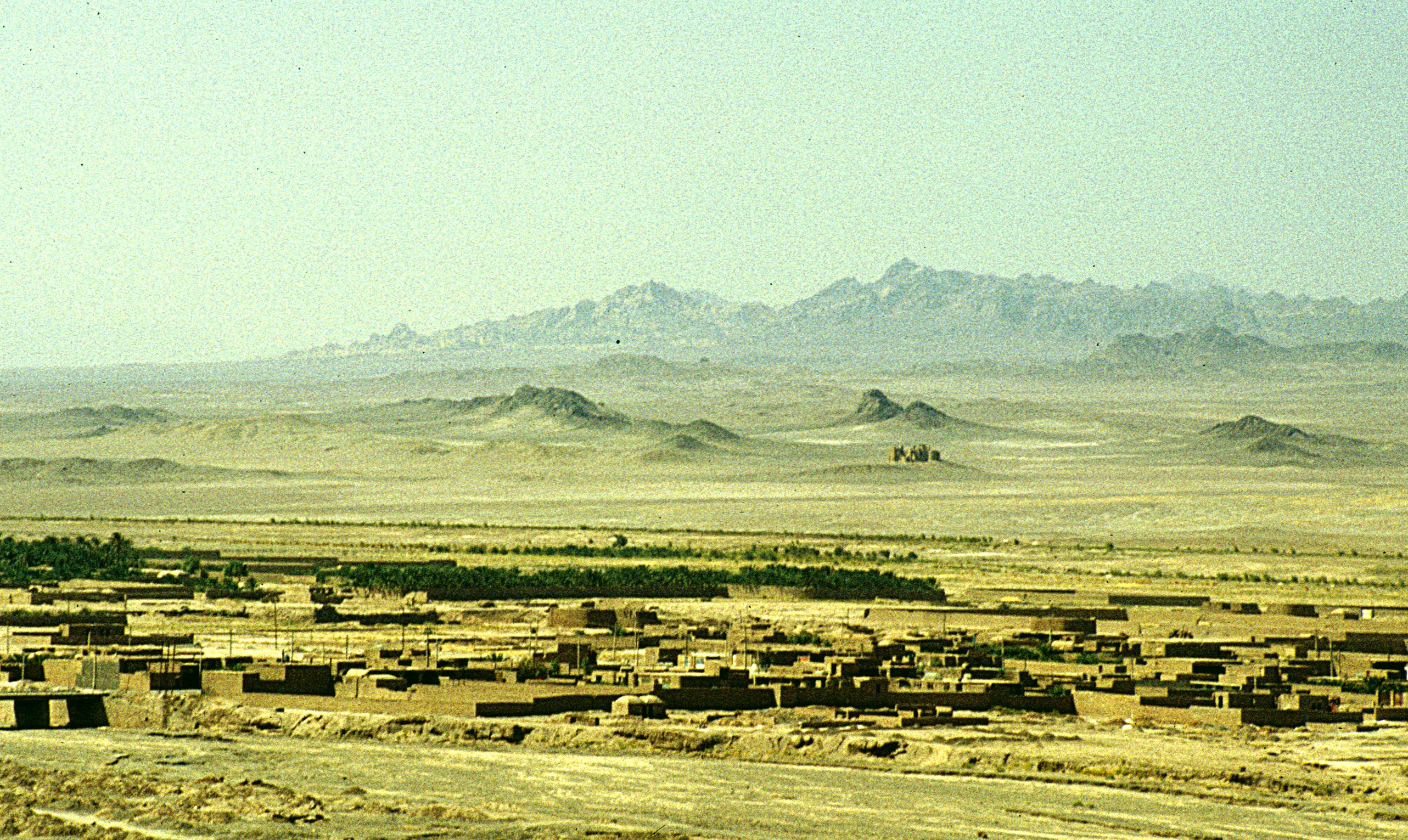
Vedere din cetate, spre deșert

Deșertul tătarilor (titlul original: în italiană Il deserto dei Tartari) este un film dramatic italo-francez, realizat în 1976 de regizorul Valerio Zurlini, după romanul omonim al scriitorului Dino Buzzati, protagoniști fiind actorii Jacques Perrin, Vittorio Gassman, Giuliano Gemma și Philippe Noiret. 

## Rezumat
Un tânăr își începe cariera militară într-o fortăreață din Deșertul Tătarilor, a cărei garnizoană așteaptă de ani de zile apariția inamicului. Cu trecerea timpului, e covârșit și el de răul așteptării înfrigurate și își dă duhul tocmai când, în sfârșit, hoarda e în fața cetății.

## Distribuție
- Jacques Perrin – sublocotenentul Giovanni Drogo
- Vittorio Gassman – colonelul Conte Giovanbattista Filimore
- Giuliano Gemma – maiorul Matis
- Helmut Griem – locotenentul Simeon
- Philippe Noiret – generalul
- Fernando Rey – locotenent-colonelul Nathanson
- Laurent Terzieff – locotenentul Pietro Von Hamerling
- Max von Sydow – căpitanul Ortiz
- Jean-Louis Trintignant – maiorul medic Rovine
- Giuseppe Pambieri – locotenentul Rathenau
- Francisco Rabal – mareșalul Tronk
- Giovanni Attanasio – Swartz
- Jean-Pierre Clairin – Maude
- Manfred Freyberger – un caporal
- Lilla Brignone – mama lui Drogo
- Shaban Golchin Honaz – soldatul Lazare

## Coloana sonoră
Toată muzica din film este compusă de Ennio Morricone.
Orchestra dirijată de  Ennio Morricone.
- A1.	Il deserto come estasi	4:10
- A2.	Proposta	1:40
- A3.	Minaccia continua	2:50
- A4.	Il deserto come minaccia	3:33
- A5.	Un cavaliere all'orizzonte	1:05
- A6.	La casa e la giovinezza (piano : Alberto Pomeranz)	3:20
- A7.	Una fortezza su una frontiera morta	3:07
- A8.	Stillicidio	4:10
- B1.	Le stagioni, gli anni…	4:48
- B2.	Il deserto come poesia della fine	4:30
- B3.	Il cavallo bianco dei Tartari	1:25
- B4.	La cena degli ufficiali	3:45
- B5.	Marcia nella tormenta	2:36
- B6.	La vestizione e l'addio

## Aprecieri
„Film excesiv de lent, „de atmosferă”, reproducând servil ritmul romanului lui Dino Buzatti. ”—T. Caranfil , Dicționar universal de filme 

## Premii
- 1976 Grand prix du cinéma français
- 1977 Globul de aur italian :
  - Globul de aur pentru cel mai bun regizor lui Valerio Zurlini
  - Film clasificat drept moștenire a cinematografiei italiene (Italnoleggio Cinematografico)
- 1977 – David di Donatello
  - Cel mai bun film (ex aequo cu Un burghez mic mic)
  - Cel mai bun regizor (ex aequo cu Un burghez mic mic)
  - David speciale lui Giuliano Gemma
- 1977 – Nastro d'argento
  - Cel mai bun regizor

## Prezentare
Filmul a fost pezentat în România de televiziune în cadrul emisiunii Telecinematica din 18 aprilie 1979, ora 19:50 « Ciclul „Mari ecranizări după opere literare, mari actori“. „Deșertul Tătarilor“. Premieră pe țară. », urmând o reluare la 20 aprilie ora 10:00.

## Literatură
- Dino Buzzati, Deșertul tătarilor, tradus de Niculina Bengus, București, 1972, 219 pag.: Editura Minerva, Colecția Biblioteca pentru toți, nr. 713;